# Stary kościół ewangelicki w Obornikach Śląskich
Kościół ewangelicki w Obornikach Śląskich – świątynia ewangelicka, która znajdowała się w Obornikach Śląskich. Wyburzona w 1912 roku.

## Historia
Powstał w latach 1620–1621 na miejscu wcześniejszej świątyni nieznanej daty powstania i zburzenia. W latach 1622–1656 należał do katolików. W czasie wojny trzydziestoletniej został zniszczony, ale odbudowano go. Z czasem liczba ewangelików wzrastała. Postanowiono rozbudować świątynię. W latach 1720–1721 została rozbudowana i otynkowana. Stara wieża (drewniana) zaczęła się walić i na jej miejscu w okresie od 1773 do 1775 powstała murowana, ceglana wieża kryta hełmem. Od tamtej pory pełnił rolę kościoła ucieczkowego. Od XVII wieku, kiedy pojawił się dwór służył częściowo jako kościół dworski. Od 1765 Oborniki były podzielone na Górne (protestanckie) i Dolne (katolickie). Od 1710 należał do pobliskiego dworu. Do 1906 roku służył protestantom, ale od 1900 zaczął popadać w ruinę. W latach 1906–1908 powstała nowa świątynia. Pozostałości wyburzono w 1912.

## Konstrukcja
Kościół konstrukcji szachulcowej. Wieża w latach 1721–1773 drewniana, natomiast w okresie między 1775 a 1912 murowana. Dach dwuspadowy, gontowy. Na wieży hełm.